# Lorraine Fenton
Lorraine Fenton (dekliški priimek Graham), jamajška atletinja, * 8. september 1973, Manchester, Jamajka.
Nastopila je na olimpijskih igrah leta 2000 ter osvojila srebrni medalji v teku na 400 m in štafeti 4×400 m. Na svetovnih prvenstvih je v štafeti 4x400 m osvojila naslov prvakinje let 2001 ter srebrno in dve bronasti medalji, v teku na 400 m pa dve srebrni in bronasto medaljo.